# Kiyotaka Matsui
Kiyotaka Matsui (jap. 松井 清隆 Matsui Kiyotaka; ur. 4 stycznia 1961) – były japoński piłkarz, reprezentant kraju.

## Kariera klubowa
Od 1983 do 1993 występował w klubach: NKK SC i Shimizu S-Pulse.

## Kariera reprezentacyjna
W reprezentacji Japonii zadebiutował w 1984. W reprezentacji Japonii występował w latach 1984-1988. W sumie w reprezentacji wystąpił w 15 spotkaniach.

## Statystyki
| Reprezentacja Japonii | Reprezentacja Japonii | Reprezentacja Japonii |
| Rok                   | Mecze                 | Gole                  |
| --------------------- | --------------------- | --------------------- |
| 1984                  | 2                     | 0                     |
| 1985                  | 8                     | 0                     |
| 1986                  | 2                     | 0                     |
| 1987                  | 1                     | 0                     |
| 1988                  | 2                     | 0                     |
| Razem                 | 15                    | 0                     |